# Пропастин, Сергей Емельянович
Сергей Емельянович Пропастин (4 октября 1895, Воронеж — 1941, близ Киева) — первый начальник Новосибирского института военных инженеров транспорта (1932—1936).

## Биография
Родился 4 октября 1895 года в Воронеже. В Первую мировую войну был командиром роты в звании поручика (1915—1918), во время Гражданской войны командовал полком (1919—1921) на Северном, Польском и Кавказском фронтах.
В 1932—1936 годах руководил Новосибирским институтом военных инженеров транспорта. В 1936 году направлен под руководство Народного комиссариата обороны СССР. В первые дни Великой Отечественной войны отправился на фронт добровольцем. В РККА с Июля 1941 года. Служил в 1050 стрелковом полку 301-й стрелковой дивизии . Начальник штаба. Майор. Погиб в октябре 1941 года близ Киева.

## Награды
Удостоен ордена Красного Знамени.